# 沙堆镇 (通城县)
沙堆镇，是中华人民共和国湖北省咸寧市通城县下辖的一个乡镇级行政单位。

## 行政区划
沙堆镇下辖以下地区：
井社区、堆山村、大柱山村、坪坳村、湾船咀村、罗塘村、沙堆村、石冲村、港背村和瑶泉村。